# Michael Jaeger

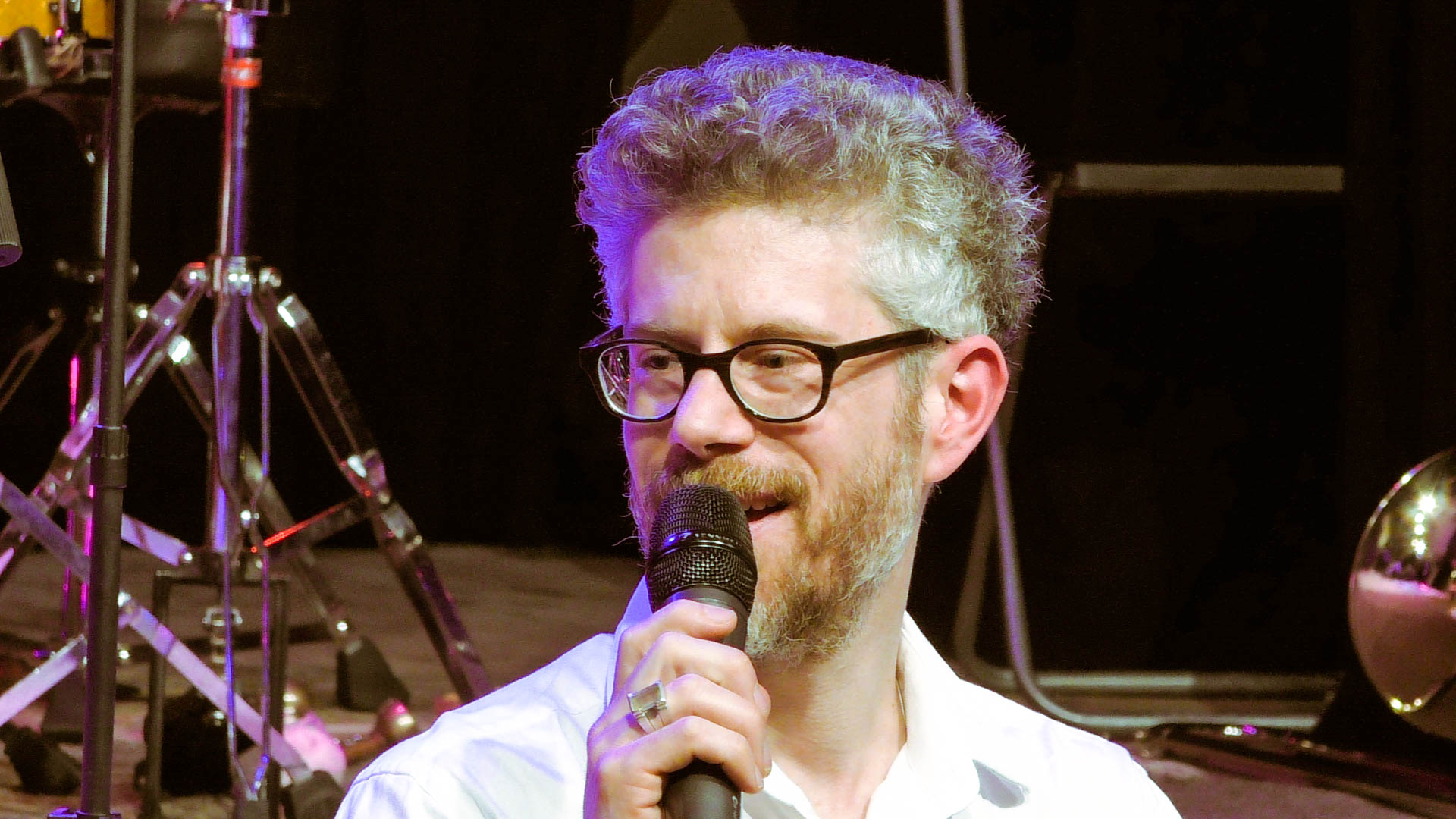
Michael Jaeger in 2017 (foto: Mark Nakoykher)

Michael Jaeger (Zürich, 1976) is een Zwitserse jazzmuzikant. Hij speelt tenorsaxofoon en klarinet.

## Biografie
Jaeger vormde al op jonge leeftijd een duo met zijn broer, de percussionist Chris Jaeger Brown. Van 1999 tot 2004 studeerde hij aan het conservatorium in Luzern. Hij had tevens les bij Donat Fisch, Anne-Kathrin Graf, Kurt Rosenwinkel en Marc Turner. Sinds 2004 is hij actief in de jazzscene. Hij speelt met een eigen kwartet, Michael Jaeger Kerouac (met Vincent Membrez, Luca Sisera en Norbert Pfammatter) waarmee hij tot nog toe drie albums maakte (2018). Hij is tevens actief in het trio Jaeger-Gisler-Rainey (met Fabian Gisler en Tom Rainey), Hij was betrokken bij opnames van de groepen Shizzle (van Dave Gisler), het Jürg Wickihalder Orchestra en Schnozgroup. Hij toerde onder meer in Amerika, waar hij (vanaf 2009) heeft samengewerkt met choreografe Yvonne Meier. Tevens heeft hij samengewerkt met kunstenaars uit het theater, de literatuur en elektronische muziek. Sinds 2004 doceert hij saxofoon en klarinet aan Musikschule Prova in Winterthur. Hij was in 2011 gastdocent aan het Institut Jazz van de Hochschule Luzern.

## Discografie (selectie)
- Michael Jaeger Kerouac Erfindungen (Unit Records, 2006)
- Michael Jaeger Kerouac Outdoors (Intakt Records, 2010, met Greg Osby en Philipp Schaufelberger als gastmusici)
- Michael Jaeger Kerouac Dance Around in Your Bones (Intakt, 2013)
- Jaeger-Gisler-Rainey; A Pyramide Made of Music (Qilin Records, 2015)
- Luca Sisera Roofer: Prospect (Leo, 2015)
- Luca Sisera Roofer Feat. Alexey Kruglov: Moscow Files (Leo Records, 2017)